# Engelbrüder
Die Engelbrüder waren ein Alexianerkonvent in Trier vom 14. bis zum 19. Jahrhundert.

## Lage

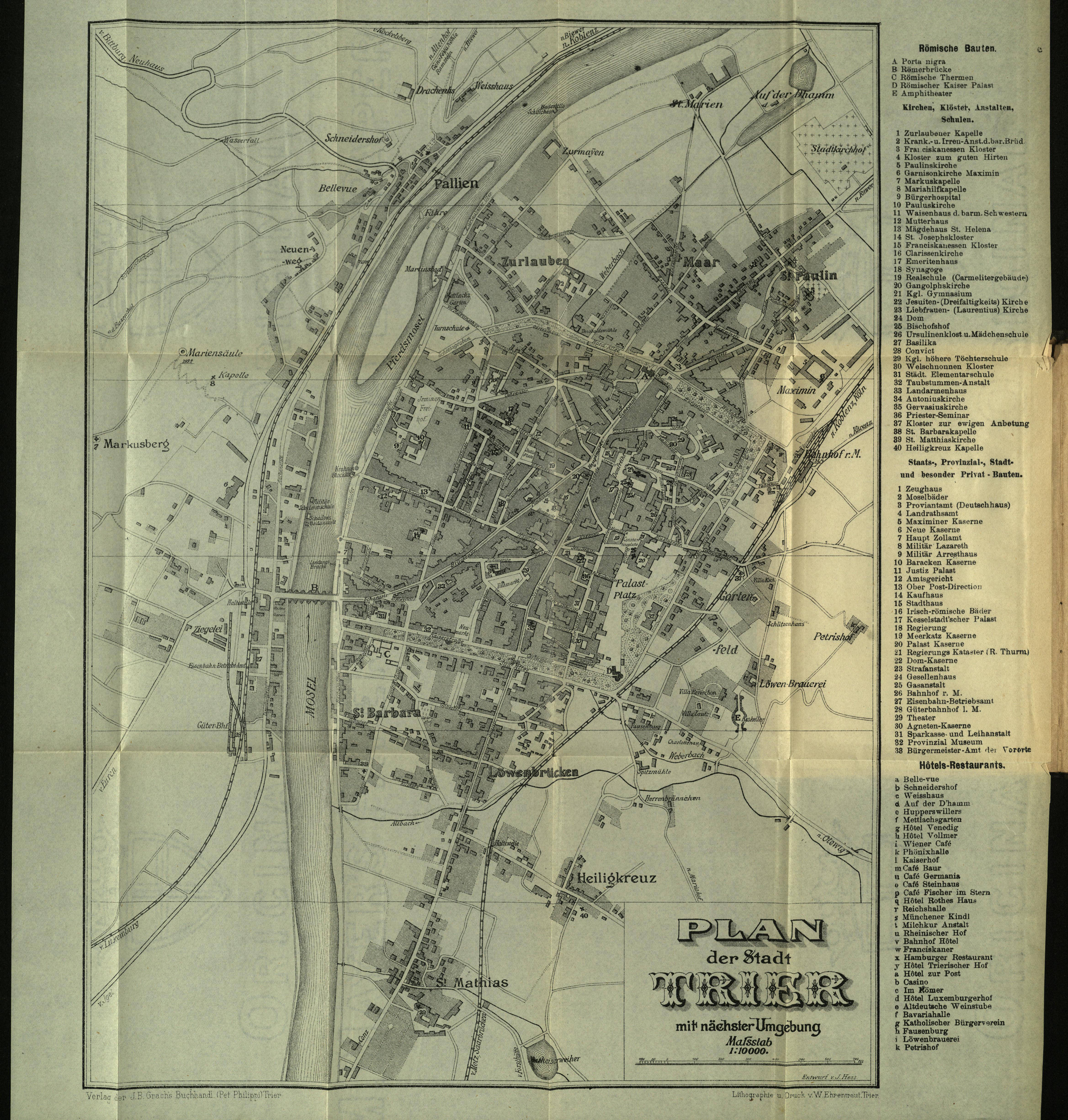
Trier, um 1890, Priesterseminar (36) westlich vom Palast-Platz in der Mitte; Mutterhaus (12) östlich der Mosel, Mitte links

Das Haus der Alexianer war von 1655 bis 1780 in der Engen Gasse in der Altstadt von Trier (Mitte-Gartenfeld). Jetzt befindet sich dort ein Teil (Kapelle?) des Priesterseminars.
Von 1780 bis 1802 war es in der Krahnengasse in der Altstadt. Jetzt befindet sich dort das Klinikum Mutterhaus der Borromäerinnen.

## Geschichte
Die Alexianer wurden Mitte des 14. Jahrhunderts vom Rat der Stadt nach Trier gebeten, um Kranke zu pflegen und Tote zu bestatten. Möglich sind die Jahre 1348/49 während der Großen Pest. Von 1380 ist die älteste Erwähnung in einem Kölner Verzeichnis von Alexianerkonventen bekannt. Weitere Angaben zu ihnen im Mittelalter wurden bisher nicht erforscht.
1655 erhielten die Alexianer eine Kapelle und ein Kloster in der Engen Gasse, wonach sie bald Engelbrüder genannt wurden. Aus den folgenden Jahrzehnten sind zwei Vereinbarungen mit der Stadt erhalten, in denen die äußeren Bedingungen und die Bezahlung ihrer Tätigkeiten in der Krankenpflege und Totenbestattung geregelt wurden. Sie sollten dazu auch psychisch und sozial Auffällige in ihrem Haus verwahren und betreuen.
1780 mussten die Alexianer in den Krahnen umziehen, da der Kurfürst ihr Haus für den Komplex des angrenzenden Priesterseminars nutzen wollte. Sie erhielten dafür das ehemalige Noviziatshaus der Jesuiten, deren Orden wenige Jahre zuvor aufgelöst worden war. 
1802 wurde ihr Konvent, wie die meisten Klöster in der Stadt, aufgelöst. Ihr ehemaliges Gebäude in der Engelgasse wurde 1868 für den Bau einer neuen Kapelle des Priesterseminars beseitigt.